# WASP-5
WASP-5 — звезда в созвездии Феникса на расстоянии приблизительно 910 световых лет от нас. Вокруг звезды обращается, как минимум, одна планета.

## Планетная система
В 2008 году группой астрономов, работающих в рамках проекта SuperWASP, было объявлено об открытии планеты WASP-5 b в системе. Она представляет собой горячий газовый гигант, имеющий массу и радиус, равные 1,64 и 1,17 юпитерианских соответственно. Полный оборот вокруг родительской звезды планета совершает за 1,63 суток. Открытие было совершено транзитным методом.